# داميان لوبيز سامانيغو
داميان لوبيز سامانيغو (بالإسبانية: Damián López Samaniego)‏ هو لاعب كرة قدم أرجنتيني في مركز الوسط، ولد في 13 مايو 1995 في الأرجنتين. لعب مع Defensores Unidos ‏.

## وصلات خارجية
- داميان لوبيز سامانيغو على موقع Soccerway.com (الإنجليزية)